# Making Orange Things
Albums de Venetian Snares
Printf("shiver in eternal darkness/n");
(2000) Songs About My Cats
(2001)
Making Orange Things est un album studio axé bruitiste et speedcore, composé par le compositeur canadien Venetian Snares, en collaboration avec l'artiste Speedranch. Il s'agit du premier album distribué par le label Planet Mu de Mike Paradinas. L'album est produit dans son intégralité via messagerie instantanée. Il est également sorti sous formats CD et disque microsillon. Il est généralement bien accueilli par la presse spécialisée,.

## Liste des pistes
Format CD
1. Fire Beats – 4:26
2. We Hate Russell – 4:41
3. Pay Me for Sex – 2:32
4. Cheatin' – 3:56
5. Unborn Baby – 3:26
6. Meta Abuse – 4:04
7. Molly's Reach Around – 3:51
8. Russell Hates This Track – 3:32
9. Viva Las Vegas – 3:22
10. Tushe Love – 3:39
11. Halfway Up the Stairway of Mucus – 3:51